# Tiger Beer
Tiger Beer è una marca di birra originaria di Singapore prodotta da Heineken Asia Pacific, divisione di Heineken. 
Nata nel 1932, la Tiger Beer viene prodotta in 8 paesi del mondo ed è commercializzata in oltre 60 paesi del mondo; è molto popolare nel Sud-est asiatico. Nel 2011 la birra ha ricevuto il premio Label de Qualité Or da Monde Selection.
Il Tour della fabbrica di birra Tiger è un'attrazione turistica localizzata nella zona industriale di Tuas, e consiste in una visita guidata che mostra come la birra viene prodotta.

## Marchi
L'azienda produce vari marchi, tra cui i principali sono:
- Tiger Beer
- Tiger Crystal
- Tiger White
- Tiger Black
- Tiger Radler Lemon

## Sponsorizzazioni
La Tiger Beer ha sponsorizzato la Tiger Cup, competizione calcistica nata nel 1996 e nota con questo nome sino al 2004.